# トーマス・ブラムウェル・ウェルチ
トーマス・ブラムウェル・ウェルチ（Thomas Bramwell Welch、1825年12月31日 - 1903年12月29日）は、イングランド系アメリカ人のメソジストの牧師、歯科医である。ぶどうジュースを低温殺菌して発酵を止める方法を考案した。これは、地元の教会での聖餐式でワインの代わりに使用され、「ウェルチ博士の未発酵ワイン」と呼ばれた。後にこのジュースを市販するためにウェルチという会社を設立した。

## 生涯
1825年12月31日にイギリスのグラストンベリーで生まれた。1834年に父親とともにアメリカに移住し、ニューヨーク州ウォータータウンの公立学校に通った。
1843年、17歳のトーマス・ウェルチは、この年に設立されたウェスレアン・メソジスト連合に参加した。ウェスレアン・メソジスト連合では、当初から、酔いをもたらす酒の製造・売買・使用と奴隷の保有・売買に強く反対していた。
ウェスレアン・メソジスト連合は、その戒律の初版で、主の晩餐（聖餐式）には発酵していないワインのみを使用することを明示的に要求していた。これは、ウェルチが低温殺菌を考案する約25年前のことである。つまり、未発酵ワインの製造に用いられる方法は低温殺菌だけではなかったということである。それまでにも、未発酵のワイン（ジュース）をいつでも使用できるように調製する伝統的な方法があった。例えば、ぶどうジュースを濃縮して還元する方法、干しぶどうを煮出す方法、ジュースに保存料を添加する方法などである。
10代の終わり頃、ウェルチは南部から逃亡した奴隷をカナダに輸送する秘密結社「地下鉄道」に積極的に参加していた。ウェルチは、「地下鉄道」とつながっていた多くのウェスレアン・メソジストの一人であった。
19歳のときにガバヌーア・ウェスレアン神学校を卒業し、ウェスレアン・メソジストの聖職者に叙階された。最初にニューヨーク州ウェストチェスター郡パウンドリッジで、その後ニューヨーク州ハーキマー郡で牧師を務めた。
その後、声が出なくなったため聖職者を辞めざるを得なくなった。ニューヨーク州シラキュースのニューヨーク州立大学アップステート医科大学を卒業し、ニューヨーク州ペンヤンで医師となった。1856年にミネソタ州ウィノナに転居し、歯科医になった。
1864年、メソジスト監督教会の総会は、「全ての場合において、主の晩餐のお祝いにはぶどうの純粋な果汁を使用すること」を明示的に推奨した。
1865年、姉が既に住んでいたニュージャージー州バインランドに転居し、バインランド・メソジスト監督教会の会員となり、聖餐の執事を務めた。1869年、ぶどうジュースを低温殺菌して発酵を止め、ワインにならないようにする方法を発明した。彼は地元の教会にこのノンアルコールワインを聖餐式に採用するよう説得し、「ウェルチ博士の未発酵ワイン」と呼ばれた。
ウェルチは1880年までバインランドで歯科医を続け、非常に成功し、利益を上げていた。
息子のチャールズ・E・ウェルチも歯科医で、1875年にバインランドに戻り、後に自分の歯科医院もバインランドに移転した。この頃までには、父トーマスは禁酒法の運動家として成功していた。トーマスはチャールズに「ぶどうジュースを勧めるのを邪魔するつもりはない。君の職業と健康を妨げない範囲で、君がそうするのは正しいことだ」とアドバイスした。チャールズとトーマスは、フィラデルフィアにウェルチズ・デンタル・サプライ・カンパニーを設立し、歯学雑誌を創刊した。チャールズはぶどうジュースの販売と消費のプロモーションを行った。ウェルチ家は副業としてぶどうジュースを販売していた。ジュース業界は1890年までゆっくりと成長していた。そのため、1890年以降、ウェルチ家はこの業界に注力できるようになった。1893年にウェルチのぶどうジュース会社が正式に設立され、チャールズはぶどうジュースの販売に本格的に注力するようになった。しかし、父トーマスは投資の見返りを一銭も受け取っていなかった。
トーマス・ウェルチはメソジストで禁酒主義者であり、ニュージャージー州や隣接する地域のアルコール飲料の販売を減らし、終了させたりするために積極的に働いた。

## 私生活と死去
1847年にルーシー・M・ハルト(Lucy M. Hult)と結婚した。ルーシーとの間には7人の子供がいた。その中には、いずれも歯科医になったチャールズ・E・ウェルチ(Charles E. Welch)とエマ・C・ウェルチ・スレイド(Emma C. Welch Slade, 1854-1928)がいる。1894年にルーシーと死別した。
1895年、ヴィクトリア・C・シャーバン(Victoria C. Sherbume)と再婚した。
トーマス・ウェルチは1903年12月29日にバインランドで亡くなり、シロアム墓地に埋葬された。